# Oristano
Oristano (sardinski: Aristànis) je grad i općina (comune) u pokrajini Oristanu u regiji Sardiniji, Italija. Nalazi se na nadmorskoj visini od 9 metara i ima 31 687 stanovnika.
 Prostire se na 84,57 km². Gustoća naseljenosti je 375 st/km².
Susjedne općine su: Baratili San Pietro, Cabras, Nurachi, Palmas Arborea, Santa Giusta, Siamaggiore, Siamanna, Simaxis, Solarussa, Villaurbana i Zeddiani.